# Scandalo della Banca del Portogallo
Lo scandalo della Banca del Portogallo è uno scandalo finanziario scoppiato a Lisbona nel 1925.
Si tratta di una delle più colossali truffe mai perpetrate a danno di una banca nazionale, certamente la più rilevante falsificazione o, per meglio dire, stampa illecita di banconote nella storia bancaria mondiale, considerando che si arrivò a produrre 200.000 banconote da 500 scudi portoghesi, equivalenti indicativamente a circa 80 milioni di euro attuali.

## Artur Virgílio Alves dos Reis
L'autore della truffa fu Artur Virgílio Alves dos Reis (1898-1955), uno spregiudicato uomo d'affari portoghese, che nei primi anni venti architettò l'astuto raggiro.
Alves dos Reis si era trasferito in Angola (all'epoca colonia portoghese) come ingegnere, lavorando in un'impresa di import-export; lì tentò di acquisire una società, la Companhia Ambaca, utilizzando assegni senza copertura, e usando i fondi dell'azienda per finanziare il tentativo di acquisizione. Fu arrestato per appropriazione indebita, e nei mesi trascorsi in carcere ebbe l'occasione di conoscere un falsario detenuto. La sua esperienza lo convinse del fatto che la falsificazione di banconote, per quanto accurata, viene prima o poi inevitabilmente scoperta, per cui maturò l'idea di percorrere un'altra via: ottenere banconote autentiche, attraverso una concessione a stampare che provenisse direttamente dal Banco de Portugal. Quelli che andavano falsificati quindi erano non le banconote ma i contratti e i documenti del  Banco de Portugal che lo autorizzassero a produrre vere banconote.

## La truffa
Uscito di prigione, si attorniò di un gruppo di collaboratori, dei quali si servì a vario titolo per la realizzazione del suo piano: il finanziere olandese Karel Marang, Adolf Hennies, un uomo d'affari poi rivelatosi una spia tedesca e altri personaggi, fra cui soprattutto José Bandeira, fratello di António Bandeira, allora ambasciatore portoghese nei Paesi Bassi.
Alves dos Reis era riuscito a coinvolgere i suoi collaboratori convincendoli del fatto che egli avesse ottenuto addirittura dal governatore della Banca del Portogallo, Inocêncio Camacho Rodrigues, e da un alto funzionario della banca stessa, João da Mota Gomes, l'autorizzazione ad avviare un piano segreto di investimenti per la colonia dell'Angola, da finanziarsi attraverso una emissione speciale di nuove banconote. Tale autorizzazione sarebbe stata subordinata al versamento di una parte dell'emissione di denaro ai funzionari stessi, configurando un caso di corruzione vera e propria. In realtà Reis non aveva mai incontrato i due alti funzionari del Banco de Portugal ma, esibendo documenti nei quali aveva falsificato la firma di Rodrigues e Gomes, aveva convinto i suoi nuovi soci, ottenendo da loro anche cospicui finanziamenti per avviare l'impresa, denaro del quale si servì inizialmente anche per riparare il suo personale dissesto finanziario.
Attraverso Bandeira, Alves dos Reis ottenne la firma del fratello ambasciatore, quindi, falsificando le firme degli amministratori del Banco de Portugal, preparò un falso contratto e ottenne di farlo registrare da un notaio. Fece poi tradurre il documento in francese, e attraverso la stessa via diplomatica assicurata da Bandeira, ottenne di farlo validare dai consolati di Francia, Germania e Gran Bretagna.
Il contratto lo autorizzava a produrre banconote per conto del Banco de Portugal, attraverso una società olandese che nel frattempo aveva acquisito grazie all'aiuto di Karel Marang. Lo stesso Marang, con i documenti falsi del Banco de Portugal e con una lettera olandese di presentazione, contattò la Waterlow & Sons Ltd di Londra, la stessa società che già da tempo era incaricata di stampare le banconote per il Portogallo. Ai responsabili della società inglese fu spiegato che per ragioni politiche l'operazione andava condotta con la massima discrezione, che le banconote prodotte erano destinate alla colonia portoghese dell'Angola, per un piano di sviluppo economico riservato, e che pertanto su di esse sarebbe stata successivamente apposta la dicitura Angola per distinguerle da quelle prodotte per il Portogallo.
In tal modo, avvalendosi della stessa società e delle stesse tecnologie utilizzate per le banconote autentiche, Alves dos Reis si assicurava la produzione di banconote tecnicamente perfette, del tutto identiche a quelle valide circolanti in Portogallo, che non correvano quindi il rischio di essere riconosciute come false. L'unico punto critico era nei numeri di serie, che replicavano quelli delle banconote già emesse per la Banca del Portogallo: sarebbe stato impossibile, infatti, per Alves dos Reis ottenere addirittura dei numeri "nuovi" per le sue banconote, che avrebbero interferito quindi nella numerazione progressiva controllata dalla Banca del Portogallo. Tuttavia, riguardo alla correttezza della operazione, la Waterlow & Sons fu rassicurata per il fatto che, anche se le banconote prodotte per Alves dos Reis duplicavano la numerazione già esistente, sarebbero state contrassegnate successivamente con la scritta Angola e per il fatto che comunque sarebbero state destinate esclusivamente alla colonia portoghese, separate quindi da quelle circolanti in Portogallo.

## Il successo di Alves dos Reis
La società inglese accettò così il contratto iniziando a produrre una grande quantità di banconote, che nel 1925 arrivarono ad oltre 200.000 pezzi da 500 escudo. Solo una minima parte delle banconote prodotte vennero effettivamente contrassegnate con la dicitura Angola per essere mostrate alla Waterlow & Sons, a garanzia della avvenuta operazione.
In realtà le nuove banconote venivano materialmente recapitate in Portogallo grazie alle facilitazioni diplomatiche che Jose Bandeira otteneva da suo fratello ambasciatore ma, una volta giunte a destinazione, ovviamente, non venivano mai contrassegnate dalla scritta Angola, come promesso, né tantomeno inviate nelle colonie, ma suddivise fra i complici. Oltre alle spese materiali effettive per la realizzazione della truffa, Alves dos Reis tratteneva per sé una quota piuttosto rilevante, che giustificava ai suoi soci come il presunto compenso che segretamente doveva versare a Camacho Rodrigues e de Mota Gomes per la loro corruzione. Tutto il resto delle banconote veniva diviso in parti uguali, 25% ciascuno, fra Alves dos Reis, Bandeira, Marang e Hennies.
La quantità di banconote prodotte era comunque tale che Alves dos Reis accumulò presto una enorme fortuna, con la quale fondò persino una sua banca, il Banco de Angola e Metrópole, investendo in titoli e altre attività finanziarie. Il suo obiettivo però era quello di acquisire addirittura il controllo del Banco de Portugal, in modo da prevenire ogni possibile investigazione sul raggiro che aveva posto in essere. Nel novembre 1925 Alves dos Reis era già riuscito ad acquisire oltre 25.000 azioni, sulle 45.000 che sarebbero state necessarie per il controllo del Banco de Portugal.

## La scoperta della truffa
Di lì a poco in Portogallo iniziarono a sorgere sospetti di una eccessiva circolazione di banconote da 500 escudo, ma poiché le banconote prodotte per Alves dos Reis dalla Waterlow erano tecnicamente uguali a quelle autentiche, inizialmente le autorità bancarie non trovarono prove di falsificazioni.
Tuttavia, pochi mesi dopo, Alves dos Reis iniziò ad essere tenuto d'occhio dalle autorità bancarie portoghesi, sia per il massiccio rastrellamento di azioni del Banco de Portugal che stava operando, sia per le caratteristiche anomale della banca che egli aveva fondato. Il nuovo Banco de Angola e Metrópole era infatti solo uno strumento di cui si serviva Alves dos Reis per riciclare l'enorme quantitativo di banconote della Waterlow e reinvestirle, e pertanto poteva assicurare prestiti a tasso favorevolissimo pur non avendo quasi alcuna raccolta di sportello. Tale anomalia, oltre alla rapida e poco limpida ascesa di Alves dos Reis, cominciò ad attirare l'attenzione anche del giornale O Século, che iniziò a indagare su quanto era accaduto, mentre poco dopo veniva anche casualmente scoperto il primo caso di due banconote portoghesi identiche, entrambe tecnicamente valide, ma recanti lo stesso numero di serie. A questo punto anche le autorità bancarie si misero in allarme, iniziando un più approfondito controllo sui numeri di serie delle banconote.
L'inchiesta del giornale O Século continuò fino a rivelare il 5 dicembre 1925 l'intero percorso della colossale truffa. Parallelamente si scoprì anche che gran parte delle banconote "duplicate" provenivano o transitavano proprio per il Banco de Angola e Metrópole. Lo scandalo scoppiò immediatamente con enorme clamore. Il giorno dopo le rivelazioni del giornale, Artur Virgílio Alves dos Reis venne arrestato mentre tentava di fuggire in Angola, e con lui vennero catturati quasi tutti i suoi collaboratori, ad eccezione di Adolf Hennies, che riuscì a dileguarsi all'estero.
Il processo si concluse 5 anni dopo: Alves dos Reis venne condannato a 20 anni di prigione. Uscì nel 1945, e morì povero, per un attacco di cuore, dieci anni dopo. Praticamente identica sorte toccò a José Bandeira che, 2 anni dopo Alves dos Reis, morì anch'egli in povertà dopo aver scontato 20 anni di prigione. Del gruppo che aveva realizzato la truffa soltanto Karel Marang scontò una lieve pena nei Paesi Bassi e trasferitosi quindi in Francia poté godere di una certa ricchezza negli ultimi anni di vita.

## Conseguenze
Il clamore conseguente alla scoperta della truffa fu enorme. Basti pensare che in un primo momento lo stesso governatore Camacho Rodrigues, che in realtà era all'oscuro di tutto e non aveva mai incontrato Alves dos Reis, fu sospettato di aver partecipato alla truffa e di essersi lasciato corrompere, fino a che i contratti prodotti da Alves dos Reis recanti la firma del governatore non vennero finalmente riconosciuti come falsi.
La moneta portoghese perdette credibilità e subì nell'immediato attacchi speculativi. 
Il Banco de Portugal fu costretto a ritirare velocemente tutte le banconote da 500 escudo in circolazione. Una lunga vertenza legale intentata contro la Waterlow & Sons, si trasformò in una delle più complesse vicende giudiziarie inglesi dell'epoca, al termine della quale la Waterlow & Sons dovette versare oltre 600.000 sterline come risarcimento danni al Banco de Portugal.
Soprattutto vi furono conseguenze sul piano politico per il Portogallo: da un lato infatti l'immissione dell'ingente quantitativo di denaro operata attraverso la truffa alimentò nel paese il processo d'inflazione, e nel contempo lo scandalo provocò una grave crisi di credibilità di tutte le istituzioni portoghesi, contribuendo ad accelerare la crisi politica che portò in pochi anni il paese alla dittatura di Salazar.

## In televisione
Dalla vicenda dello scandalo della Banca del Portogallo nel 1974 fu tratto in Italia lo sceneggiato televisivo Accadde a Lisbona, di Daniele D'Anza, con Paolo Stoppa nella parte di Alves Reis.
In Germania la storia fu adattata nel 1970 nella serie TV Millionen nach Maß.
In Portogallo, nel 2000, è stata realizzata la serie televisiva Alves dos Reis, per la rete RTP.